# Galeria Nacional Eslovaca
La Galeria Nacional Eslovaca (en eslovac: Slovenská národná galéria, abreujat SNG) és una xarxa de galeries a Eslovàquia amb seu a Bratislava.

## Història

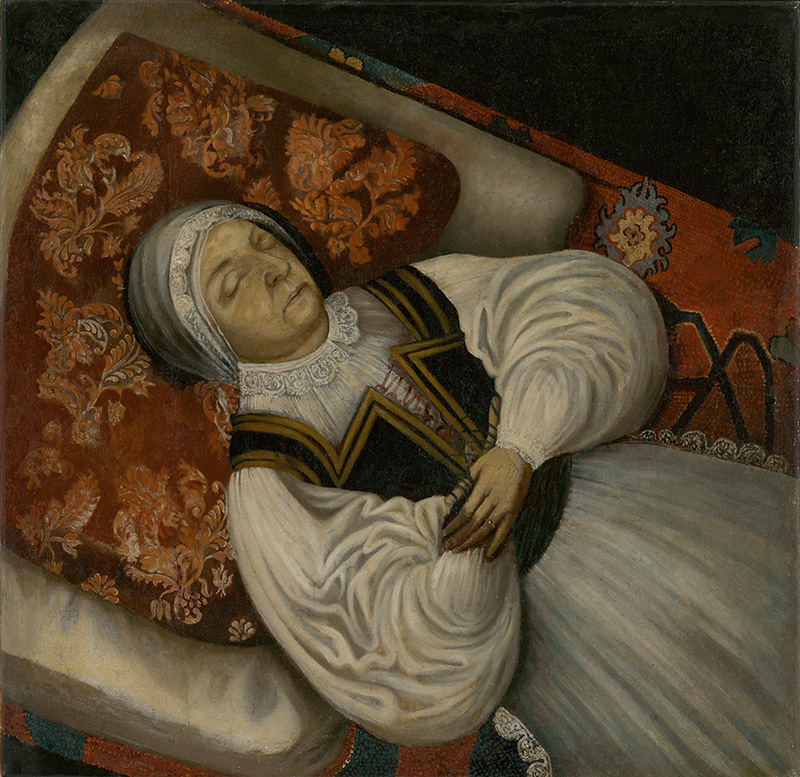
El Retrat de dol de K. Horvath-Stansith, anònim, circa 1680

La galeria va ser establert per la llei el 29 de juliol de 1949. A Bratislava, té les seves seus situades en el Palau Esterházy i les anomenades «casernes d'aigua» (Vodné kasárne) -construïdes com a residència per a l'antiga policia de la ciutat- que són adjacents entre si. El Palau Esterházy va ser reconstruït per a l'adaptació de la galeria en la dècada de 1950 i es va afegir una extensió moderna en la dècada de 1970.
L'SNG també comprèn d'altres galeries fora de Bratislava: en el castell de Zvolen a Zvolen, a la mansió Strážky a Spišská Belá, a Ružomberok i a Pezinok.
El retrat de dol de K. Horvath-Stansith (1680) és considerada una de les adquisicions més significatives de les col·leccions d'art barroc.